# Milena Plebs
Milena Plebs (Lomas de Zamora; 1961) es una coreógrafa, bailarina y creadora de espectáculos de tango argentina.
Cursó estudios de Danza clásica, Contemporánea, Coreografía, Actuación y Rítmica. Integró durante seis años el Grupo de Danza Contemporánea del Teatro General San Martín de Buenos Aires. Participó del famoso espectáculo Tango Argentino, de Claudio Segovia y Héctor Orezzoli, viajando con esta producción durante cuatro años por el mundo.

## Carrera profesional
En 1990 trabajó en el filme Flop dirigida por Eduardo Mignogna. Ese mismo año creó junto a Miguel Ángel Zotto la "Compañía Tango × 2" que revolucionó el concepto del espectáculo de tango, de la cual fueron coreógrafos, directores y principales intérpretes de sus espectáculos "Tango Por Dos", "Perfumes de Tango" y "Una Noche de Tango".
Con esos espectáculos realizaron extensas temporadas en teatros de Buenos Aires y numerosas giras en Europa, Estados Unidos (con ICM Artists) y Asia. Milena se desvinculó por propia decisión de esta compañía a fin de 1998.
En 1991, junto con Zotto realiza la coreografía de la Opera de Tango "María de los Buenos Aires" de Astor Piazzolla y Horacio Ferrer para el "Houston Grand Opera", producida en 1991.
En el año 2000, comienza a bailar con Ezequiel Farfaro. Juntos se presentan en la "5ª Cumbre mundial del tango en Rosario, Argentina" y en eventos en homenaje a Gardel en Buenos Aires y protagonizan la muestra fotográfica itinerante de Alejandra Quiroz "Milena al Sur".
Realiza e interpreta junto con Ezequiel Farfaro la coreografía de 6 piezas para los conciertos de tango de la Orquesta Sinfónica de Stavanger, Noruega, con Pablo Ziegler como director musical y piano solista.
Realiza la coreografía de la primera temporada del  show central de "Piazzolla Tango" en el Centro de Artes y Espectáculos en Buenos Aires .
Es académica titular de la "Academia Nacional del Tango" y Madrina de la estatua a Carlos Gardel en el barrio del Abasto, Buenos Aires.
En el mes de julio de 2005, estrena el film documental que protagoniza "Milena baila el tango...con Ezequiel Farfaro", acerca de un proceso creativo, con dirección de Rodrigo Peiretti e inaugura su sitio web.

### Participaciones
Es creadora y coreógrafa del espectáculo Romance de barrio.
Participó de los filmes Tango, Bayle nuestro de [Jorge Zanada], Tango Documental de [National Geographic Society] (USA) con [Robert Duvall], Oratorio a Carlos Gardel de [Horacio Salgán] y Horacio Ferrer, Flop de Eduardo Mignogna y Assassination Tango dirigido y actuado por Robert Duvall.

### Reconocimientos
En su carrera recibió prestigiosos premios: "Premio María Ruanova 91", máximo galardón a la Danza argentina, "Premio Trinidad Guevara 1997" por la coreografía de "Perfumes de tango" y "Premio Gino Tani 1998" a la Danza en Italia.

### Otras actividades
Dictó seminarios de enseñanza de Tango durante sus numerosas giras y participó de Congresos de Tango: "Northwestern University", Illinois, Estados Unidos, "Santa Fe Tango Retreat" (Santa Fe, Nuevo México, Estados Unidos, "Fireworks 2001-2002-2003" en Los Ángeles, California, "V Encuentro con los grandes 2001" en Madrid y  "Festival Tangomagia 2001-2003" en Ámsterdam. En Buenos Aires participó de "Cita 2002-2003-2004-2005-2006" y "World Tango Festival 2003-2004-2005", entre otros.